# Jesse Spencer
Jesse Gordon Spencer (* 12. února 1979 Melbourne) je australský herec a muzikant. Aktuálně hraje v seriálu Chicago Fire na stanici NBC.

## Počátky
Rodák z Melbourne pochází ze čtyř sourozenců. Dva bratři, Tarney a Luke, i sestra Polly, pracují v medicíně. Rodiče Robyn a Rodney jsou aktivními politiky.
Po studiu na Scotch College mu přišla první nabídka na roli, a to do úspěšného seriálu Neighbours.

## Kariéra

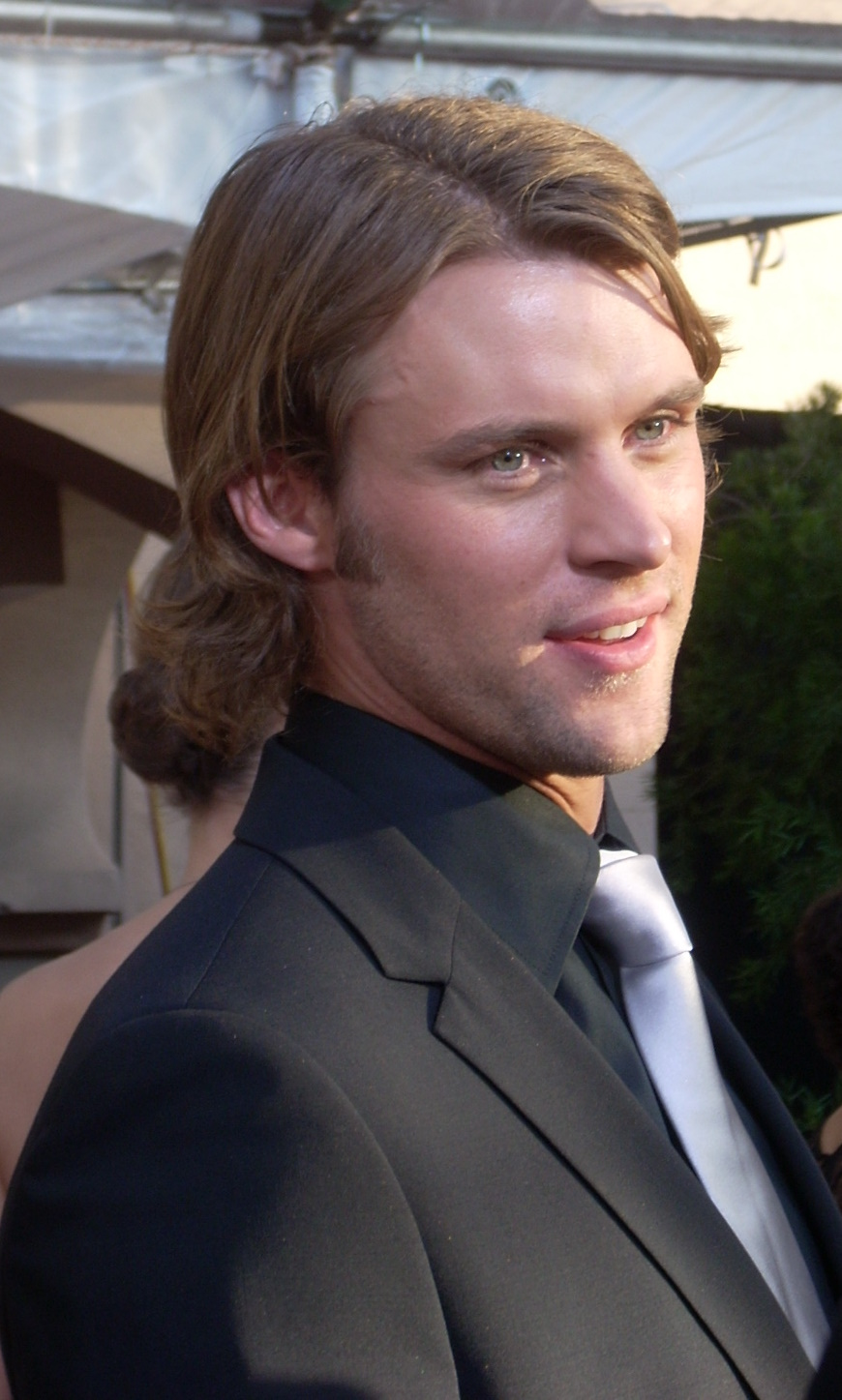
Jesse Spencer

V seriálu Neighbours vydržel od roku 1994 až do roku 2000, v roce 2005 se pak objevil v jedné epizodě. V roce 1994 dostal také roli v jedné z epizod seriálu Time Trax.
Obsazován byl většinou do televizních seriálu a filmů, ke kterým patří Herkules, Trosečníci nebo Sestry v Londýně, kde hlavní role obsadila známá dvojčata Mary-Kate a Ashley Olsenovy.
K úspěšnějším filmům, ve kterých se objevil, je možné řadit snímek Plavat proti proudu, kde se v hlavní roli objevil Geoffrey Rush. Pořádnou příležitost však Jesse dostal až v roce 2004, kdy přijal roli doktora Roberta Chase v seriálu Dr. House. V současnosti hraje kapitána Matta Caseyho v seriálu Chicago Fire.

## Hudba
Od roku 2008 je členem skupiny Band From TV, kde hraje na housle. Skupina je složena z herců různých amerických seriálů. Kromě Jesseho Spencera je členem skupiny i Hugh Laurie, hlavní představitel seriálu Dr. House. Dále pak Greg Grunberg ze seriálu Hrdinové, James Denton ze seriálu Zoufalé manželky, Bob Guiney ze seriálu The Bachelor, Adrian Pasdar ze Zoufalých manželek i Hrdinů a Scott Grimes ze seriálů Pohotovost, Bratrstvo neohrožených a American Dad!.

## Ocenění

### Nominace
- 1998 a 1999, Silver Logie Award – kategorie nejoblíbenější herec, za seriál Neighbours
- 2005, Teen Choice Award – kategorie nejlepší objev, za seriál Dr. House
- 2009, SAG Award (spolunominace) – kategorie nejlepší skupinový herecký výkon v dramatickém seriálu, za seriál Dr. House

## Osobní život
Partnerský vztah udržoval s Jennifer Morrisonovou.

## Filmografie
- 1994 – Time Trax (TV seriál), Neighbours (TV seriál)
- 1998 – Herkules (TV seriál)
- 2000 – Lorna Doone (TV film)
- 2001 – Prokletý talisman (TV film), Sestry v Londýně (TV film)
- 2002 – Trosečníci (TV film), Always Greener (TV seriál)
- 2003 – Plavat proti proudu, Holky z lepší společnosti, Smrt pod ochranou církve (TV film)
- 2004 – Dr. House (TV seriál)
- 2005 – Blue Heelers (TV seriál)
- 2006 – Flourish
- 2010 – Tell-Tale
- 2012–současnost – Chicago Fire